# Cretevania minuta
Cretevania minuta är en stekelart som beskrevs av Alexandr Rasnitsyn 1975. Cretevania minuta ingår i släktet Cretevania och familjen hungersteklar. Inga underarter finns listade i Catalogue of Life.